# Joanna García
 (juin 2012).
Si vous disposez d'ouvrages ou d'articles de référence ou si vous connaissez des sites web de qualité traitant du thème abordé ici, merci de compléter l'article en donnant les références utiles à sa vérifiabilité et en les liant à la section « Notes et références ».
Pour les articles homonymes, voir García.
Joanna García Swisher née Joanna Lynne García est une actrice américaine, née le 10 août 1979 à Tampa en Floride. 
Elle est surtout connue pour des rôles dans des séries télévisées (Reba, Privileged et À l'ombre des Magnolias).

## Biographie
Joanna García est née le 10 août 1979 à Tampa, en Floride aux États-Unis. Sa mère, Lorraine García, est d'origine espagnole et est une ancienne professeur. Son père, Jay García, est cubain et est un gynécologue. Elle a un frère, Michael García. Elle parle couramment espagnol. 

### Vie privée
En 2008, elle s'est fiancée à Trace Ayala, qui a cofondé la société de vêtements William Rast avec son ami d'enfance Justin Timberlake.
Elle est sortie avec l'acteur Robert Buckley, qui a joué à ses côtés dans Privileged.
En août 2009, elle a commencé à sortir avec le joueur de baseball des Indians de Cleveland, Nick Swisher. Ils se sont fiancés en mai 2010 et se sont mariés le 11 décembre 2010 au Breakers Hotel & Resort à Palm Beach, Floride aux côtés d'invités tels que Cameron Diaz, Lance Bass, Alex Rodriguez, Johnny Damon, Jamie-Lynn Sigler, Reba McEntire, et d'autres stars qui ont rejoint la célébration du couple.
Le couple a deux filles, Emerson Jay Swisher (née le 21 mai 2013) et Sailor Stevie Swisher (née le 28 juin 2016). Quand elle ne tourne pas, elle habite à Los Angeles.

### Carrière
Joanna Garcia commence sa carrière sur le petit écran en 1992 avec les séries Clarissa Explains It All et Superboy.
De 1994 à 1996, elle joue dans la série  Fais-moi peur ! (Are You Afraid of the Dark ?), puis enchaîne de 1996 à 1997 avec La Famille du Bonheur (Second Noah).
Après des apparitions dans un ou plusieurs épisodes dans différentes séries (De la Terre à la Lune, Dawson, Freaks and Geeks, Boston Public, etc.), elle fait ses premiers pas au cinéma dans American Pie 2 en 2001.
De 2001 à 2007, elle incarne Cheyenne Hart-Montgomery dans la série Reba et apparaît aussi dans Ce que j'aime chez toi en 2004 et Les Griffin en 2005.
De 2010 à 2011, elle joue dans Better with You, puis elle enchaîne avec plusieurs séries (Royal Pains, Animal Practice, etc.)
En 2013, elle interprète Ariel dans Once Upon a Time, son personnage revient dans plusieurs saisons et on la retrouve au cinéma dans Les Stagiaires
En 2014, elle joue dans plusieurs épisodes de The Mindy Project et dans la première saison de The Astronaut Wives Club.
En 2015, elle joue dans un épisode de Grandfathered. On la retrouve en 2016 dans plusieurs épisodes de la série Pitch.
En 2019, elle décroche l'un des premiers rôles d'une série de la plateforme Netflix, À l'ombre des Magnolias (Sweet Magnolias), aux côtés de Heather Headley, Brooke Elliott et Justin Bruening. La série est disponible depuis le 19 mai 2020 sur Netflix.

## Filmographie

### Cinéma
- 2001 : American Pie 2 de James B. Rogers : Christy
- 2001 : Sex Academy de Joel Gallen : Sandy Sue
- 2006 : A-List : Naomi
- 2008 : Extreme Movie : Sweetie-Pie
- 2013 : Les Stagiaires : Megan
- 2017 : Fist Fight de Richie Keen

### Séries télévisées
- 1992 : Superboy : Une fille
- 1992 : Clarissa Explains It All : Fiona
- 1994 : SeaQuest, police des mers (Seaquest DSV) : Iris
- 1994 - 1996 : Fais-moi peur ! (Are You Afraid of the Dark ?) : Sam (37 épisode)
- 1996 : Notre belle famille (Step by Step) : Chelsea
- 1996 - 1997 : La Famille du bonheur (Second Noah) : Katherine Ortega
- 1998 : De la Terre à la Lune (From the Earth to the Moon) : Julie Shepard
- 1998 : Any Day Now : Martha Montgomery
- 1998 : La Vie à cinq (Party of Five) : Hallie (5 épisodes)
- 1999 : Dawson (Dawson's Creek) : Tracy
- 1999 : Pacific Blue : Leah Chandler
- 1999 : Providence : Gillian
- 1999 : Les Nouveaux Professionnels (CI5 : The New Professionnals) : Cadet Susan
- 2000 : Freaks and Geeks : Vicki Appleby
- 2000 : Opposite Sex : Cassie Schreiber
- 2000 : Freedom : Sally Mueller
- The Ultimatum Queer : Animatrice
- 2000 : Boston Public : Susan Potter
- 2001 : Go Fish : Amanda
- 2001 : Sexe et Dépendances (Off Centre) : Ramona
- 2001 : On the Road Again : Jennifer
- 2001 - 2007 : Reba : Cheyenne Hart-Montgomery (125 épisodes)
- 2004 : Ce que j'aime chez toi (What I Like About You) : Fiona (1 épisode)
- 2005 : Les Griffin (Family Guy) : Liddane (1 épisode)
- 2008 : Welcome to the Captain : Hope (5 épisodes)
- 2008 - 2009 : Privileged : Megan Smith (18 épisodes)
- 2009 : Gossip Girl : Bree Buckley (4 épisodes)
- 2009 : How I Met Your Mother : Maggie Wilks (1 épisode)
- 2010 - 2011 : Better with You : Mia Putney (22 épisodes)
- 2011 : Les Pingouins de Madagascar (The Penguins of Madagascar) : Shauna (1 épisode)
- 2012 : Royal Pains : Dr Nina Greene (4 épisodes)
- 2012 - 2013 : Animal Practice : Dorothy Rutledge (9 épisodes)
- 2013 - 2015 / 2017 / 2018 : Once Upon a Time : Ariel (7 épisodes)
- 2014 : The Mindy Project : Sally Prentice (3 épisodes)
- 2014 : The Astronaut Wives Club : Betty Grissom (10 épisodes)
- 2015 : Grandfathered : Sloan (1 épisode)
- 2016 : Pitch : Rachel Patrick (3 épisodes)
- 2017-2018 : Kevin (Probably) Saves the World (16 épisodes)
- depuis 2020 : À l'ombre des Magnolias (Sweet Magnolias) : Maddie Townsend (rôle principal)

### Téléfilms
- 1997 : Serments mortels (Love's Deadly Triangle : The Texas Cadet Murder) de Richard A. Colla : Susie
- 1999 : Holy Joe de Larry Peerce : Joyce Cass
- 2006 : L'Initiation de Sarah (The Initiation of Sarah) de Stuart Gillard : Corinne
- 2008 : Maman se marie ! (A Very Merry Daughter of the Bride) : Roxanne
- 2010 : Les demoiselles d'honneur s'en mêlent (Revenge of the Bridesmaids) de James Hayman : Parker Wald
- 2016 : The Kicker de Jack Burditt : Bambi
- 2018 : Dan the Weatherman de Seth Gordon : Deborah
- 2019 : Happy Accident de Kat Coiro : Eleanor Bennett